# Neukurtschau
Neukurtschau ist eine Siedlung im Stadtteil Kurtschau der Stadt Greiz im Landkreis Greiz in Thüringen.

## Lage
Die Neusiedlung liegt bei Greiz an den Westflanken der Elsteraue. Die Bundesstraßen 94 und 92 vereinen sich dort und führen gemeinsam nach Osten Richtung Greiz. 

## Geschichte
Neukurtschau wurde erstmals urkundlich ab 1845 erwähnt. Die Siedlung Neukurtschau gehört zum Stadtteil Kurtschau.